# Sasha Sokolov
Sasha Sokolov (russisch Саша Соколов, offiziell Александр Всеволодович Соколов/ Alexander Wsewolodowitsch Sokolow, wiss. Transliteration Aleksandr (Saša) Vsevolodovič Sokolov, bisweilen auch in der Transkription Sascha Sokolow; * 6. November 1943 in Ottawa, Kanada) ist ein russischer Schriftsteller.
Er wurde Mitte der 1970er Jahre durch die Veröffentlichung seines 1974 geschriebenen Romans Die Schule der Dummen weltbekannt und gilt als einer der bedeutenden russischen Autoren des 20. Jahrhunderts.

## Leben
Sokolov wurde als Sohn eines Attachés der sowjetischen Botschaft im kanadischen Ottawa geboren und lebt und arbeitet in Nordamerika.
Seine Familie verließ Kanada 1946, weil Sokolovs Vater als Mitglied eines Militärspionagerings enttarnt wurde. 1962 nahm Sokolov ein Studium am Militärinstitut für Fremdsprachen auf, wurde aber 1965 entlassen. Hintergrund für dieses Ereignis war offenbar ein gescheiterter Versuch Sokolovs, die Sowjetunion illegal zu verlassen. 1966 begann er ein Studium des Journalismus an der Moskauer Universität, nachdem er, eigenen Aussagen zufolge, einer literarischen Untergrundgruppe angehört hatte. Von 1967 an publizierte er journalistische Beiträge sowie Kurzgeschichten und heiratete im gleichen Jahr. 1971 schloss er sein Studium ab. 1974 wurde seine erste Tochter geboren und die Ehe wurde geschieden.
Sokolov schloss 1975 in Moskau zunächst Freundschaft und dann eine Ehe mit der Österreicherin Johanna Steindl, die an der Moskauer Universität Deutsch unterrichtete und sich in der Folge mit zum Teil spektakulären Mitteln für seine Ausreise einsetzte. Sie führte im Stephansdom in Wien einen Hungerstreik durch und gewann bekannte Persönlichkeiten für ihr Anliegen (z. B. den damaligen österreichischen Bundeskanzler Bruno Kreisky und den Wiener Kardinal Franz König). Nach dem Erfolg dieser Bemühungen erhielt der Autor, dessen Manuskript von Die Schule der Dummen von Steindl aus der damaligen Sowjetunion herausgeschmuggelt worden war, ein Visum zur Ausreise nach Österreich. Dort heiratete er Johanna Steindl noch einmal, da eine standesamtliche Eheschließung in der Sowjetunion nicht möglich gewesen war. Nachdem sein erster Roman in den USA publiziert war, wanderte Sokolov Ende 1976 in die Vereinigten Staaten aus und ließ seine schwangere Frau in Wien zurück. Sein Sohn kam im März 1977 zur Welt und wurde später Journalist.
Der Roman Die Schule der Dummen erhielt eine zum Teil enthusiastische Resonanz, u. a. bei Vladimir Nabokov. Bei diesem erst 1989 in Russland veröffentlichten Roman (Deutschland 1977), der ohne Rücksicht auf die Zensur geschrieben wurde, handelt es sich um den Bericht eines schizophrenen Hilfsschülers, der kritisch-naiv im Dialog mit sich selbst bzw. seinem anderen Ich die damals herrschenden Verhältnisse in der UdSSR würdigt. Sokolov schlägt hier einen Ton an, der einerseits an die Monologe von Buck Mulligan in Joyces Ulysses erinnert, andererseits ein ganz eigenes privates Universum eröffnet, in dem er ständig die Grenzen zwischen Fantasie und Wirklichkeit überschreitet. Das virtuos geschriebene Werk kann in seiner Anlage als Spirale oder Kreis verstanden werden, in dem die Frage von Identität und Transzendenz fortwährend erörtert wird. Im russischen Original spielt über die Anlage des Romans hinaus seine klangliche Komposition und die damit möglichen Assoziationen eine besondere Rolle. In der ZEIT schrieb Iris Radisch: „Hier gibt es nichts zu holen. Kein spät-sozialistisches Epochendiagramm, kein Panorama des sowjetischen Endspiels. Nur das Glück der Dummheit, das ansteckend ist. Nur die zügellose Sprache, den wilden, zutraulichen Plauderton, der sich wie eine nie gehörte Musik im Ohr festsetzt. Nur den Herzschlag einer galoppierenden, rücksichtslosen, anarchischen Literatur, der fröhlich und traurig und schwindlig macht und den man nicht vergisst.“
Sokolov gelang es nach der Veröffentlichung des Romans Schule der Dummen nicht mehr an dessen Erfolg anzuknüpfen. Sein zweiter Roman, Zwischen Hund und Wolf, lebt noch stärker von den Besonderheiten der russischen Sprache und gilt daher als unübersetzbar (lediglich eine polnische und eine davon abgeleitete englische Übersetzung existieren). 1985 erschien sein drittes Buch. Das fertige Manuskript seines vierten Romans soll bei einem Brand in Griechenland vernichtet worden sein. Angeblich schreibt Sokolov weiter, möchte aber nicht mehr veröffentlicht werden.

## Trivia
Sokolovs Schwester Ludmilla Sokolova betätigte sich als Dichterin. Ihr erster Gedichtband erschien 2010 in russischer Sprache in Wien.

## Werke (Auswahl)
- Школа для дураков / Schkola dlja durakow. Ann Arbor 1976.
  - deutsch: Die Schule der Dummen. übersetzt von Wolfgang Kasack, Nachwort von Iris Radisch. Suhrkamp, Frankfurt am Main 1977, ISBN 3-518-39755-9. (Jubiläumsausgabe: Suhrkamp, Berlin 2011, ISBN 978-3-518-24008-3)
- Между собакой и волком/Meschdu sobakoi i wolkom. Ann Arbor 1980. (Zwischen Hund und Wolf, nicht auf Deutsch erschienen)
- Палисандрия/Palisandrija. Ann Arbor 1985. (nicht auf Deutsch erschienen, englisch unter dem Titel Astrophobia)
- In the House of the Hanged – Essays and Vers Libres. University of Toronto Press 2012 (englische Übersetzung von Alexander Boguslawski)[1]

## Auszeichnungen (Auswahl)
- 1996 Puschkin-Preis der Alfred Toepfer Stiftung F. V. S., Hamburg

Zwei Preise von russischen Untergrund-Magazinen in den 1980er-Jahren